# Groot-Brussel
Groot-Brussel of Grand Bruxelles is een begrip uit de Belgische politieke wereld. Het verwijst historisch naar de fusie van de 19 gemeenten tijdens de Tweede Wereldoorlog. Het verwijst sinds de vastlegging van de taalgrens naar de wens om het Brussels Hoofdstedelijk Gewest uit te breiden met andere gemeenten in het stedelijk gebied.

## Fusie tijdens de Tweede Wereldoorlog
Tijdens de Tweede Wereldoorlog werden sommige grote steden gefusioneerd met hun randgemeenten. Dit werd aangemoedigd door het Duitse militaire bezettingsbestuur en beslist door Gérard Romsée, secretaris-generaal van het ministerie van binnenlandse zaken. Voor Brussel gebeurde dit op 24 september 1942, met inwerkingtreding vier dagen later. De fusie werd bij de bevrijding ongedaan gemaakt.

## Uitbreiding van het Brussels gewest
De wens om het Brussels Hoofdstedelijk Gewest uit te breiden met andere gemeenten in het stedelijk gebied wordt onder andere door sommige Franstaligen geuit. Het betreft een groot deel van het arrondissement Halle-Vilvoorde en enkele gemeenten uit het arrondissement Leuven, zoals Tervuren. Sommigen willen er Waterloo in Waals-Brabant eveneens aan toevoegen.

### Toelichting
Het betreft een oude, eerder radicale Franstalige eis van het FDF. Vooral onder leiding van Olivier Maingain wordt dit expansiestreven belichaamd. Reeds lang voor de splitsing van het kiesarrondissement Brussel-Halle-Vilvoorde de Wetstraat in de ban hield, beschouwde deze partij de Vlaamse gemeenten in de omgeving van de hoofdstad als Brussels uitbreidingsgebied. Het was uit het Vlaamse ongenoegen tegen deze expansiedrift dat in 1981 De Gordel ontstond. In 1963 stonden de toenmalige onderhandelaars in ruil voor de vastlegging van de taalgrens als toegeving aan de Franstaligen toe dat in zes randgemeenten taalfaciliteiten werden ingevoerd.

### Akkoord
In opvolging van het Vlinderakkoord van 2011 werd een orgaan opgericht dat, zonder het Brussels Gewest uit te breiden, moet dienen als ontmoetingscentrum voor alle gemeenten van de vroegere provincie Brabant. Dit orgaan heet de hoofdstedelijke gemeenschap van Brussel.